# Eurynome spinosa
Eurynome spinosa is een krabbensoort uit de familie van de Majidae. De wetenschappelijke naam van de soort is voor het eerst geldig gepubliceerd in 1835 door Hailstone.